# The Rivals of Amziah King
The Rivals of Amziah King ist ein Thriller von Andrew Patterson. Er arbeitete bei dem musikalischen Kriminaldrama, das auch als neorealistisches Western-Rachemärchen beschrieben wird, wieder mit einigen an seinem Regiedebüt Die Weite der Nacht Beteiligten zusammen, unter anderem mit Drehbuchautor James Montague und Kameramann M.I. Littin-Menz. Der im ländlichen Oklahoma spielende Film mit Oscar-Preisträger Matthew McConaughey in der Titelrolle und Angelina LookingGlass, Kurt Russell, Rob Morgan, Catherine Dyer und Sandra Ellis Lafferty in weiteren Rollen feierte im März 2025 beim South by Southwest Film Festival seine Premiere.

## Handlung
Kateris Leben nimmt eine tragische Wendung, als sie ihre Mutter verliert und ihre Pflegefamilie verlässt. Sie nimmt wieder mit ihrem früheren Pflegevater Amziah King Kontakt auf, der in Oklahoma im Südwesten der USA als Imker arbeitet und in einer Bluegrass-Band spielt. Kateri war im Alter von 8 und 9 Jahren zwei Jahre lang als Pflegekind bei Amziah, er musste sie aber weggeben, nachdem seine Frau gestorben war, und die beiden haben sich seitdem nicht mehr gesehen.
Nach ihrer Rückkehr macht er sich daran, gemeinsam mit ihr ein Familiengeschäft aufzubauen, denn das Honiggeschäft ist gnadenlos und Amziahs Rivalen drohen, alles zu zerstören, was er aufgebaut hat. Eines Tages stellt Kateri fest, dass jemand alle Bienenstöcke von Amziah gestohlen hat. Sie übernimmt Verantwortung für das Familienunternehmen und nimmt sich vor, die Übeltäter hinter einer ganzen Reihe von Diebstählen zur Strecke zu bringen. Als Kateri herausfindet, dass ein geldgieriger Gangsterboss hinter dieser Operation steckt, bittet sie einige Freunde von Amziah, ihr zu helfen.

## Produktion

### Regie und Drehbuch
Regie führte  Andrew Patterson, der gemeinsam mit James Montague auch das Drehbuch schrieb. Es handelt sich bei The Rivals of Amziah King nach Die Weite der Nacht um seinen zweiten Spielfilm. Für diesen Film schrieb Montague das Drehbuch gemeinsam mit Craig W. Sanger.
Patterson stammt aus Oklahoma, wo der Film spielt. Pattersons Ziel war es, den größtenteils in den Great Plains gelegenen US-Bundesstaat authentische darzustellen und auch die anarchische Seite des Südwestens der USA. „Unser Ziel war es also, alles in dieser Welt zu feiern, von frittiertem Landessen über zufällige Begegnungen, aus denen Freundschaften entstehen“, so Patterson.

### Besetzung und Dreharbeiten

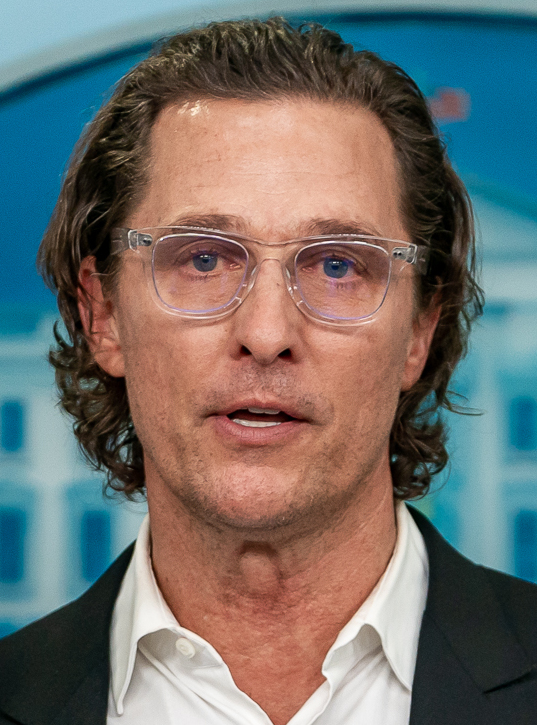
Matthew McConaughey spielt in der Titelrolle den Musiker und Imker Amziah King

Matthew McConaughey, der 2014 den Oscar als bester Hauptdarsteller für seine Rolle im Film Dallas Buyers Club erhielt, spielt in der Titelrolle den Musiker und Imker Amziah King und Angelina LookingGlass seine zurückgekehrte Pflegetochter Kateri. Es handelt sich um ihre erste Filmrolle. Rob Morgan und Owen Teague spielen Amziahs Kumpels und Bandkollegen. Jake Horowitz spielt Oat, einen Computerfreak, den Kateri aus ihrem alten Job kennt, der ihr bei der Arbeit in der Imkerei hilft. Er war bereits in Pattersons Vorgängerfilm und seinem Regiedebüt Die Weite der Nacht in der Hauptrolle zu sehen. Kurt Russell ist in der Rolle eines sehr erfolgreichen Geschäftsmannes zu sehen, der ein Konkurrenzunternehmen leitet, das McConaugheys bedroht. Bruce Davis spielt Officer Sunderland. Tony Revolori und Scott Shepherd sind in den Rollen zweier Freunde von Amziah zu sehen. Cole Sprouse spielt einen Hacker, der ihnen hilft, den Gangsterboss zur Strecke zu bringen.
Die Dreharbeiten fanden ab Juni 2023 in Jasper, Bessemer und in Columbiana in Alabama statt und wurden im August 2023 beendet. Anfänglich drehte man in Wilmington in North Carolina. Weitere Aufnahmen entstanden in der Gegend um Birmingham. Mit Kameramann M.I. Littin-Menz arbeitete Patterson ebenfalls bereits für Die Weite der Nacht zusammen.

### Filmmusik und Veröffentlichung
Die Filmmusik komponierten Erick Alexander und Jared Bulmer. Auch mit ihnen arbeitete Patterson bereits für Die Weite der Nacht zusammen. Über den ganzen Film verteilt verwendet The Rivals of Amziah King zudem die von T Bone Burnett produzierte Bluegrass-Musik, die Amziah mit seiner Band spielt.
Die Premiere des Films fand am 10. März 2025 beim South by Southwest Film Festival statt. Im August 2025 wird er beim Melbourne International Film Festival gezeigt.

## Rezeption

### Kritiken
Von den bei Rotten Tomatoes aufgeführten Kritiken sind 97 Prozent positiv.
Owen Gleiberman schreibt in seiner Kritik für Variety, Angelina LookingGlass, die in ihrer Debütrolle Kateri spielt, sorge dafür, dass der Film funktioniere, besonders in der zweiten Hälfte, als sie zur zentralen Figur wird. Matthew McConaughey habe als Amaziah eine Rolle bekommen, die wie angegossen zu seinem Charme als zotteliger alternder Hinterwäldler passe, aber gleichzeitig auch völlig anders ist als alles, was er bisher gemacht hat. Dies erkläre, warum der Schauspieler nach seinem sechs Jahre langen Ausstieg aus dem Geschäft und nachdem er ein Buch geschrieben hatte, wieder zurückkehrte. Gleiberman hebt eine Szene hervor, in der er und seine Kumpels sich in Amziahs Küche versammeln, um eine weitere Musiknummer zu spielen, bei der Kateri mitsingt. In dieser komme zum Ausdruck, wie das gemeinsame Musizieren Menschen zusammenbringen kann.

### Auszeichnungen
Melbourne International Film Festival 2025
- Nominierung Bright Horizons Competition[17]

South by Southwest Film Festival 2025
- Nominierung für den Publikumspreis in der Sektion Narrative Spotlight[3]